# Africa Global Logistics
Africa Global Logistics (AGL), anciennement Bolloré Africa Logistics jusqu'en 2023, est une entreprise française créée en 2008, et spécialisée dans les activités de transport et de logistique en Afrique, filiale de l'armateur suisse MSC depuis décembre 2022.
De 2008 à 2022, Africa Global Logistics était une filiale de Bolloré Transport & Logistics, les activités transport et logistique du groupe Bolloré dans le monde. Le siège social de l’entreprise se trouve à Puteaux, à l’ouest de Paris en France. La société est déployée dans 45 pays en Afrique à travers 250 filiales, emploie 25 000 salariés en 2013, et son chiffre d'affaires représente 80 % de celui du groupe Bolloré.

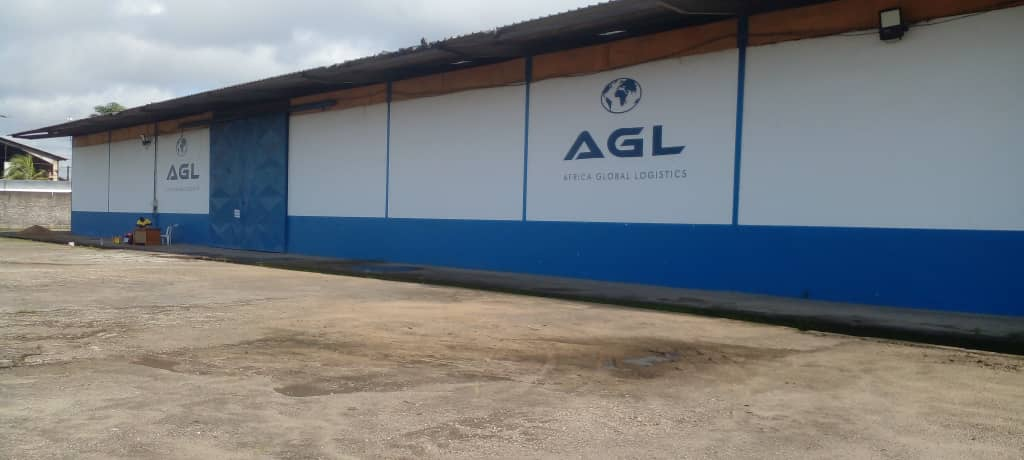

En 2008, la société Africa Global Logistics (AGL) est créée pour regrouper les activités d’infrastructure et de logistique du groupe Bolloré sur le continent africain. Le 30 mars 2016, Bolloré Africa Logistics intègre à la nouvelle entité Bolloré Transport & Logistics. Le 21 décembre 2022, le groupe MSC finalise l'acquisition de Bolloré Africa Logistics.

## Historique
L'histoire débute en 1927 avec la création des activités de la SCAC (Société Commerciale d'Affrètements et de Commissions)/SOCOPAO (Société commerciale des ports africains) au Sénégal. Ces deux entités sont rachetées à Suez par le groupe Bolloré en 1986. En 1991, Bolloré rachète la société Delmas spécialisée dans les transports depuis et vers l'Afrique. En 1993, Delmas et SCAC/SOCOPAO sont fusionnées et donnent naissance à SDV.
En 1997, Bolloré opère une OPA hostile sur le Groupe Rivaud, qui possède 100 000 hectares de plantations en Asie et en Afrique,. En 1998, Bolloré achète la Saga France et ses filiales (DIAF, SCTT, Peschaud, etc.), opérateur international spécialisée en transport maritime, aérien et express, logistique, projet industriel et opérations en douane. La SAGA fusionne avec SDV en 2015 pour devenir le premier groupe français de transit maritime Bolloré Transport & Logistics.

Ancien logo de Bolloré Africa Logistics.

En 2006, le groupe Bolloré revend sa branche Delmas et Otal à l'armateur CMA CGM. En 2008, les activités africaines du groupe Bolloré sont regroupées au sein de la nouvelle marque Bolloré Africa Logistics (BAL).
En mars 2016, le Bolloré Africa Logistics intègre la nouvelle filiale Bolloré Transport & Logistics, où quatre pôles sont alors déclinés : « Bolloré Ports », « Bolloré Logistics », « Bolloré Railways » et « Bolloré Energy ».
En mars 2019, Cyrille Bolloré, le plus jeune de trois fils, est nommé PDG du groupe Bolloré, succédant ainsi à son père.
En décembre 2021, Mediterranean Shipping Company annonce une offre d'acquisition la filiale Bollore Africa Logistics pour 6,4 milliards de dollars. Cette vente est confirmée le 31 mars 2022 pour la somme de 5,7 milliards d'euros.
Le 30 mars 2023, Bollore Africa Logistics devient Africa Global Logistics.

## Activités

### Métiers
Les métiers logistiques de Bolloré Transport & Logistics sont le transport routier, la logistique de projets industriels, la gestion des colis exceptionnels, le transport ferroviaire, le transport aérien, le transport par barge, la manutention portuaire, les services maritimes, la réparation de navires, la gestion de la chaîne logistique et la gestion d’entrepôts.

### Présence géographique
AGL est un acteur majeur du transport et de la logistique en Afrique.
L’entreprise dispose d’un réseau de 250 filiales et plus de 21 000 collaborateurs dans 49 pays dont 47 en Afrique.

### Portuaires
Africa Global Logistics gère 42 terminaux portuaires en Afrique.

#### Terminaux à conteneurs
L’entreprise exploite 16 terminaux à conteneurs dans le cadre de partenariats public-privé en Côte d’Ivoire, Ghana, Nigeria, Cameroun, Gabon, Congo, Togo ou encore en Guinée. Africa Global Logistics investit chaque année environ 250 millions d'euros dans la construction et la gestion des infrastructures portuaires qui lui sont confiées.
Afrique
- Conakry Terminal (Port de Conakry, Guinée)
- Freetown Terminal (Port de Freetown, Sierra Leone)
- Terminal conteneurs du port de Monrovia (Liberia)
- Terminal conteneurs port de San-Pédro (Côte d'Ivoire)
- Abidjan Terminal (Port d’Abidjan, Côte d’Ivoire)
- MPS Terminal (Port de Tema, Ghana)
- Togo Terminal (Port de Lomé, Togo)
- Bénin Terminal (Port de Cotonou, Bénin)
- Tincan Terminal (Port de Lagos, Nigeria)
- Douala International Terminal (Port de Douala, Cameroun)
- Bangui Terminal (Port de Bangui, République Centrafricaine)
- Owendo Terminal (Port de Libreville, Gabon)
- Terminal conteneurs du port de Port-Gentil (Gabon)
- Congo Terminal (Port de Pointe-Noire, Congo)
- Moroni Terminal (Port de Moroni, Union des Comores)

#### Terminaux rouliers
Africa Global Logistic gère également des terminaux rouliers :
- Dakar Terminal (Port de Dakar, Sénégal)
- Conakry Terminal (Port de Conakry, Guinée)
- Freetown Terminal (Port de Freetown, Sierra Leone)
- Port de Monrovia (Liberia)
- Abidjan Terra (Port d’Abidjan, Côte d’Ivoire)
- Terminal roulier du port de Lomé (Togo)
- Terminal roulier du port de Douala (Cameroun)
- Terminal roulier du port de Libreville (Gabon)
- Congo Terminal (Port de Pointe-Noire, Congo Brazzaville)

#### Ports secs
Africa Global Logistics gère 35 ports secs en 2019,.
- TRCB – Bobo-Dioulasso (Burkina Faso)
- SETO – Ouagadougou (Burkina Faso)
- TRCB – Ouagadougou (Burkina Faso)
- SMN – Ngaoundéré (Cameroun)
- SOMAC – Bélabo (Cameroun)
- STCG – Franceville (Gabon)
- TCT – Tema (Ghana)
- Eldoret – Mombasa (Kenya)
- MCT ICD – Mombasa (Kenya)
- Kagbelen (Guinée Conakry)
- Niamey (Niger)
- Dosso (Niger)
- Soterko - Bamako (Mali)
- Faladié - Bamako (Mali)
- Kati - Bamako (Mali)
- Base One - Lagos (Nigeria)
- KCT - Lagos (Nigeria)
- Port sec de Kampala (Ouganda)
- Tabata - Dar es Salam (Tanzanie)
- PK26 - Bangui (République centrafricaine)
- Port sec de Kinshasa (RDC)
- SMT - N'Gueli (Tchad)
- Port sec de Blantyre (Malawi)
- Port sec de Lilongwe (Malawi)

#### Chantier naval
Africa Global Logistics prend en charge l'entretien, la réparation et la rénovation des navires pétroliers et méthaniers ainsi que les navires de pêche sur ses chantiers.
L'entreprise est présente en Côte d’Ivoire, à travers Carena, ainsi qu'au Gabon, via la société DPS située à Port-Gentil.

### Ferroviaires
Cette section est promotionnelle ou publicitaire (août 2023). Considérez son contenu avec précaution et/ou discutez-en.
Essentiel au développement des pays qu’il relie entre eux, le chemin de fer est un véritable axe de vie qui traverse les territoires en fournissant l’outil de transport eco friendly le plus compétitif aux biens et aux personnes. Il permet en particulier l’exportation des productions agricoles (coton, sésame, cajou et bois), l’alimentation sécurisée des économies nationales (hydrocarbures, engrais, matériaux de construction, biens de consommation courante). Ses capacités de transport de marchandises industrielles lourdes et sa traçabilité sans équivalent en font un mode de transport indispensable au développement industriel et économique et à l’intégration régionale.
Grâce à ses deux concessions ferroviaires Sitarail  (Côte d’Ivoire-Burkina Faso) et Camrail (Cameroun vers le Tchad), Africa Global Logistics permet de fluidifier la circulation des biens et des personnes entre les pays frontaliers et contribue au désenclavement des pays de l’hinterland.
L’entreprise, opérateur ferroviaire complet assure l’organisation opérationnelle des trains de fret et de voyageur et de leurs circulations, commercialise le développement des activités et assure la surveillance et la maintenance de 2260 kilomètres d’infrastructures ferroviaires incluant voie, emprises et ouvrages d’art. Elle réalise ainsi les travaux de construction, de réhabilitation et de modernisation des infrastructures ferroviaires (voie ferrée, ouvrages d’art, bâtiments) sous le contrôle des Etats concédants partenaires publics.
Grâce à des ateliers industriels aux standards internationaux, les cheminots de Africa Global Logistics assurent la maintenance de l’ensemble du matériel ferroviaire roulant, locomotives, wagons, engins spéciaux de maintenance et autres équipements ferroviaires.
Les réseaux ferroviaires opérés par Africa Global Logistics alimentent les économies nationales en hydrocarbures, conteneurs, matériaux de construction et biens de consommation courante et permettent l’exportation de productions agricoles et assurent aussi un transport de voyageurs interurbain et longue distance.

## Dirigeants
- Philippe Labonne, directeur général de Africa Global Logistics